# Marco Migliorini
Marco Migliorini (* 3. ledna 1992, Peschiera del Garda, Itálie) je italský fotbalový obránce. V současnosti hraje za italský klub Como Calcio.

## Klubová kariéra
Migliorini hrál italskou mládežnickou ligu Primavera za tým AC ChievoVerona. Seniorskou kopanou poprvé okusil v moravském klubu FC Zbrojovka Brno, kam byl poslán na hostování pro jarní část sezony 2010/11. V Gambrinus lize debutoval 3. dubna 2011 v zápase proti FK Teplice (porážka 0:1, odehrál kompletní střetnutí). Celkem odehrál v nejvyšší české soutěži 5 zápasů, gól nevstřelil.
V červnu 2011 se vrátil do Chieva. Poté vystřídal několik angažmá v Itálii: SS Chieti Calcio, Torino FC a Como Calcio. V únoru 2014 byl na testech ve slovenském klubu MŠK Žilina, odehrál mj. zkušební zápas proti celku ŠPORT Podbrezová.

## Reprezentační kariéra
Hrál ve výběru Italia Lega Pro U20.